# Dino Parri
Dino Parri, italijanski general, * 1889, † 1960.